# Ron-Robert Zieler
Ron-Robert Zieler, född 12 februari 1989, är en tysk fotbollsmålvakt som spelar för Hannover 96.

## Klubbkarriär
Zieler spelade i tonåren för 1. FC Köln men gick 2005 till Manchester United. Han spelade som ungdomsspelare i klubbens reservlag och 2008-2009 blev han upptagen i klubbens A-lagstrupp. Han lånades sedan ut till Northampton Town för att sedan återkomma till Manchester Uniteds reservlag. 2010 värvade han av Hannover 96. Han gjorde Bundesligadebut mot Eintracht Frankfurt och ersatte Florian Fromlowitz som förstemålvakt. Han rankades efter säsongen som ligans fjärdes bästa målvakt av Kicker Sportmagazin. 
Den 13 augusti 2020 lånades Zieler ut av Hannover 96 till 1. FC Köln på ett låneavtal över säsongen 2020/2021.

## Landslagskarriär
I augusti 2011 togs han för första gången ut i A-landslaget efter att ha spelat i bland annat U19- och U20-landslagen. I U19-landslaget blev han U19-europamästare 2009.